# Tăuni
Tăuni – wieś w Rumunii, w okręgu Alba, w gminie Valea Lungă. W 2011 roku liczyła 323 mieszkańców.